# Hermann Kremsmayer
 (mai 2019).
Hermann Kremsmayer (né le 18 février 1954 à Salzbourg) est un peintre autrichien.

## Biographie
Lycéen, Kremsmayer commence comme peintre d'architecture, confrontant les façades aux espaces intérieurs. Après avoir été à l'université des arts appliqués de Vienne, Kremsmayer voyage pendant des mois et des années à travers des villes d'Europe et des États-Unis. Il fait la connaissance à Barcelone de Joan Hernández Pijuan et Antoni Tàpies.
En 2012, il s'installe dans un studio situé dans une ancienne grande boulangerie à Vienne.

## Œuvre

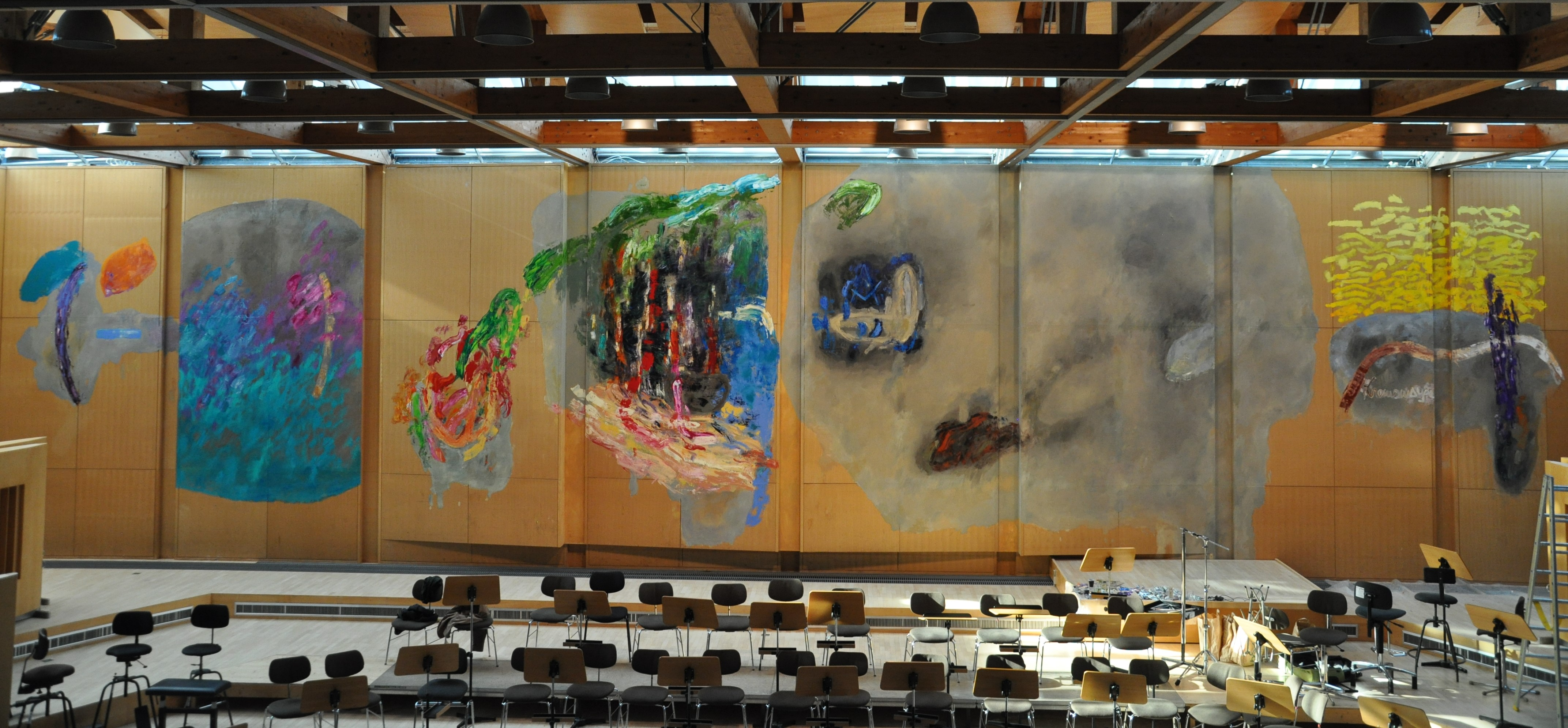
Peinture murale dans la maison de l'orchestre du Mozarteum à Salzbourg, 26 × 6 mètres, 2016

Parfois Kremsmayer crée des figures humaines dans des espaces de couleur expressifs, tels que des combinaisons de matériaux audacieuses. Elles sont créées lors de séances de peinture avec des voisins de l'atelier et des amis, que Kremsmayer photographie également. La proximité et la présence des différents langages corporels et leur contenu émotionnel se retrouvent dans les images.
La manipulation picturale libre des images figuratives, combinée à l'approche picturale abstraite, inspirée par les émotions, les affects et les impressions sensorielles, est particulièrement prononcée chez Kremsmayer.

## Source de la traduction
- (de) Cet article est partiellement ou en totalité issu de l’article de Wikipédia en allemand intitulé « Hermann Kremsmayer » (voir la liste des auteurs).